# Jakub Křepelka
Jakub Křepelka (* 15. Mai 2000) ist ein tschechisch-österreichischer Fußballtorwart.

## Karriere

### Verein
Křepelka begann seine Karriere beim Badener AC. Zur Saison 2011/12 wechselte er in die Jugend des FC Admira Wacker Mödling. Nach zwei Spielzeiten bei der Admira wechselte er zur Saison 2013/14 zur SV Schwechat.
Im September 2015 debütierte er für die Zweitmannschaft der Schwechater in der sechstklassigen Oberliga. Im März 2017 stand er gegen die Amateure des SK Rapid Wien erstmals im Kader der Regionalligamannschaft. Im März 2018 debütierte er in der Regionalliga, als er gegen den SC Neusiedl am See in der Startelf stand. Bis Saisonende kam er zu 14 Einsätzen in der dritthöchsten Spielklasse. In der Spielzeit 2018/19 kam er zu 27 Regionalligaeinsätzen. Mit Schwechat musste er zu Saisonende jedoch in die Wiener Stadtliga absteigen.
Daraufhin wechselte Křepelka zur Saison 2019/20 zum Zweitligisten Floridsdorfer AC. Sein Debüt in der 2. Liga gab er im Juni 2020, als er am 23. Spieltag jener Saison gegen den SV Lafnitz in der Startelf stand. In zwei Spielzeiten als Ersatztorwart hinter Belmin Jenciragic kam er zu sechs Zweitligaeinsätzen. Nach der Saison 2020/21 verließ er den Verein.
Nach einem halben Jahr ohne Verein wechselte Křepelka im Jänner 2022 zum Regionalligisten 1. Wiener Neustädter SC. Für Wiener Neustadt kam er in eineinhalb Jahren zu 24 Einsätzen in der Ostliga, aus der er mit dem Team 2023 abstieg. Daraufhin verließ er das Team wieder.

### Nationalmannschaft
Křepelka spielte 2016 für die tschechische U-16-Auswahl.